# Лузия
Лузия (итал. Lusia) — коммуна в Италии, располагается в провинции Ровиго области Венеция.
Население составляет 3585 человек, плотность населения составляет 211 чел./км². Занимает площадь 17 км². Почтовый индекс — 45020. Телефонный код — 0425.
Покровителями коммуны почитаются святой Вит и святой Модест, празднование 15 июня.

## Известные уроженцы, жители
Отелло Пигин (1912—1945) — итальянский партизан и инженер, награждён Золотой медалью «За воинскую доблесть».